# Гольдфарб, Давид Моисеевич
Давид Моисеевич Гольдфарб (5 декабря 1918, Полонное — 24 февраля 1990, Вашингтон) — советский микробиолог, генетик. Доктор медицинских наук, профессор.

## Биография
Родился в семье выпускника математического отделения физико-математического факультета киевского Университета Святого Владимира (1917) Моисея Лазаревича (Лейзер-Иделевича) Гольдфарба (1893—1964), уроженца Черняхова Волынской губернии. В советское время отец работал учителем и младшим научным сотрудником в Институте геофизики АН СССР.
Окончил медицинский институт (1941). Во время войны — хирург госпиталя под Сталинградом, начальник санчасти № 348. Был тяжело ранен осколком бомбы, в результате чего была ампутирована нога выше колена. Награждён медалью «За боевые заслуги» (1945) и орденом Отечественной войны I степени (1985). Демобилизован по инвалидности II группы в августе 1943 г.
В 1940—1970-е гг. работал в Институте общей генетики АН СССР, последняя должность — заведующий лабораторией молекулярной генетики бактерий и фагов. Доктор медицинских наук, профессор. В 1966 выдвинут кандидатом в члены-корреспонденты АН СССР, но не был избран.
В мае 1979 года, нуждаясь в лечении (из-за диабета грозила ампутация второй ноги), подал заявление на выезд в Израиль, после чего был уволен из института. Эмигрировал в США 16 октября 1986 году после семи лет в отказе (вывезен на личном самолёте Арманда Хаммера). Умер в 1990 г. в Вашингтоне.

## Семья
- Жена — Цецилия Григорьевна Алейникова-Хейфец (1922, Москва — 2004, Нью-Йорк), врач-офтальмолог. 
  - Сын — Алекс Гольдфарб, биохимик и общественный деятель.
  - Дочь — Ольга Гольдфарб (род. 1952), детский врач-невропатолог в Нью-Джерси.

## Публикации
- Антитела к нуклеиновым кислотам / АН СССР. Ин-т общей генетики. — Москва: Наука, 1975. — 227 с.
- Микробы против микробов / Д. М. Гольдфарб; Моск. обл. отд. здравоохранения. Метод. станция сан. просвещения. — Москва, 1948. — 24 с.
- Введение в генетику бактерий / АН СССР. Науч. совет по проблемам генетики и селекции. — Москва: Наука, 1966. — 195 с.
- Иммунология нуклеиновых кислот / Д. М. Гольдфарб, Л. А. Замчук; АН СССР. Ин-т общей генетики. — Москва: Наука, 1968. — 178 с.
- Бактериофагия / Под ред. и с предисл. действ. чл. АМН СССР проф. В. Д. Тимакова. — Москва: Медгиз, 1961. — 298 с.
- Реакция нарастания титра фага (РНФ) / В. Д. Тимаков, Д. М. Гольдфарб. — Москва: Медгиз, 1962. — 71 с.
- Учебные таблицы по микробиологической диагностике инфекционных заболеваний: Метод. записка и дополнения / Г. Я. Синай, О. Г. Биргер, Д. М. Гольдфарб; Под общ. ред. действ. чл. АМН СССР проф. В. Д. Тимакова. — Москва: Медучпособие, 1952. — 92 с.
- Основы экспериментальной медицинской бактериологии: (Общая часть) / В. Д. Тимаков, Д. М. Гольдфарб. — Москва: Медгиз, 1958. — 348 с.
- Микромир жизни: Сборник статей / Под ред. д-ра мед. наук, проф. Д. М. Гольдфарба. — Москва: Знание, 1965. — 238 с.